# Elisabeth Steiner (Juristin, 1970)
Elisabeth Steiner (* 1970 in Lindau (Bodensee)) ist eine deutsche Juristin, Richterin am Bundesverwaltungsgericht und Mitglied des gerichtsähnlichen Kontrollorgans des Unabhängigen Kontrollrates.

## Leben und Wirken
Nach dem Abschluss ihrer juristischen Ausbildung trat Steiner im September 1996 in den Höheren Justizdienst des Freistaates Bayern und wurde zunächst am Verwaltungsgericht Regensburg eingesetzt. Von 1998 bis 2000 war sie als wissenschaftliche Mitarbeiterin an das Bundesverfassungsgericht abgeordnet und wurde anschließend ab Mai 2000 an die Regierung von Oberbayern versetzt. Von November 2004 bis Juni 2008 arbeitete Steiner für das Landratsamt Dachau. Danach wechselte sie an das Bayerische Innenministerium. Ab Oktober 2013 war sie Oberlandesanwältin bei der Landesanwaltschaft Bayern, wo sie hauptsächlich mit Baurecht, Flurbereinigungsrecht und dem Recht des öffentlichen Dienstes für Landesbeamte befasst war.
Im Juli 2018 wurde Steiner zur Richterin am Bundesverwaltungsgericht gewählt. Sie trat ihre neue Stellung zum 1. Oktober 2018 an und wurde dem vor allem für Schul- und Hochschulrecht, Prüfungsrecht, Presse-, Rundfunk- und Telekommunikationsrecht, Postrecht, Versammlungsrecht, Polizei- und Ordnungsrecht, Recht der Verfassungsschutzbehörden und Nachrichtendienste sowie Staatskirchenrecht zuständigen 6. Revisionssenat des Bundesverwaltungsgerichts zugewiesen.
Das Parlamentarische Kontrollgremium hat Steiner am 21. Mai 2021 als Mitglied des gerichtsähnlichen Kontrollorgans des Unabhängigen Kontrollrates gewählt, der ab dem 1. Januar 2022 als Nachfolger des Unabhängigen Gremiums der Kontrolle der Fernmeldeaufklärung des Bundesnachrichtendienstes dient.